# Ettore Reynaudi
Ettore Reynaudi (né le 4 novembre 1895 à Novare en Italie et mort en 1968) est un joueur de football international italien, qui jouait en tant que milieu de terrain.

## Biographie

### Joueur

#### Club
Reynaudi commence sa carrière avec Novara lors de la saison 1911-1912. Titulaire indiscutable à partir de la saison 1914-1915, la Première Guerre mondiale le pousse à partir au front en Yougoslavie et en Macédoine, alors qu'il évoluait pour la Juventus (où il dispute son premier match le 19 décembre 1915 lors d'un derby della Mole contre le Torino avec à la clé une victoire 4-2).
En 1920, il retourne à Novara et y joue jusqu'en 1927. L'année suivante, il retourne à la Juventus, à l'époque championne en titre, et met un terme à sa carrière à la fin de la saison.

#### Sélection
Reynaudi, surnommé Lettra, fait ses débuts en sélection le 13 mai 1920 lors d'un match amical contre les Pays-Bas. Il est ensuite sélectionné pour disputer les Jeux olympiques d'Anvers 1920 où il dispute deux matchs, contre l'Égypte et la Norvège. 
Il joue ensuite trois matchs amicaux sous la maglia azzurra (dont le dernier contre les Pays-Bas le 8 mai 1921).

### Entraîneur
Après sa retraite, il retourne dans le monde du football en tant qu'entraîneur de l'équipe de jeunes du Novare Calcio, à partir du début des années cinquante.